# София Магдалена фон Бранденбург-Кулмбах
София Магдалена фон Бранденбург-Кулмбах (на немски: Sophie Magdalene von Brandenburg-Kulmbach; на датски: Sophie Magdalene af Brandenburg-Kulmbach) от род Хоенцолерн, е принцеса от Княжество Бранденбург-Кулмбах и чрез женитба кралица на Дания и Норвегия от 1730 до 1746 г.

## Произход
Родена е на 28 ноември 1700 г. в двореца Шьонберг при Лауф близо до Нюрнберг. Дъщеря е на апанажния маркграф Христиан Хайнрих фон Бранденбург-Кулмбах (1661 – 1708) и съпругата му графиня София Христиана фон Волфщайн (1667 – 1737). Внучка е на маркграф Георг Албрехт фон Бранденбург-Кулмбах и на принцеса Мария Елизабет фон Шлезвиг-Холщайн-Зондербург-Глюксбург.

## Кралица на Дания и Норвегия
София Магдалена се омъжва на 7 август 1721 г. в двореца Преч на Елба за крал Кристиан VI (1699 – 1746), втория син на крал Фредерик IV и Луиза фон Мекленбург-Гюстров. Нейният съпруг става крал на Дания през 1730 г. На 6 юни 1731 г. София Магдалена е коронована за кралица на Дания в църквата на двореца Фредериксборг.
Тя не е обичана в Дания. Немският става дворцов език. Тя никога не научава датски. За нея се прави нова корона, понеже не иска да носи тази на омразната ѝ предшественичка кралица Анна София.
София Магдалена има голямо влияние над съпруга си. Той строи няколко дворци. По-късно тя взема при себе си в Дания майка си и сестра си София фон Бранденбург-Байройт от Източна Фризия, което тежи на финансовата каса. Като вдовица тя прекарва повечето си време в двореца Хиршхолм.

## Смърт
Умира на 27 май 1770 в двореца Кристиансборг в Копенхаген и е погребана в катедралата Роскиле.

## Деца
От брака на София Магдалена и крал Кристиан VI се раждат:
- Фредерик V (* 31 март 1723; † 14 януари 1766), от 1746 г. крал на Дания и Норвегия, женен за:

∞ 1. 1743 г. принцеса Луиза Британска (1724 – 1751)
∞ 2. 1752 г. принцеса Юлиана фон Брауншвайг-Волфенбютел (1729 – 1796)
- Луиза (*/† 1724)
- Луиза Датска (1726 – 1756)

∞ 1749 херцог Ернст Фридрих III Карл фон Саксония-Хилдбургхаузен (1727 – 1780)

## Галерия
- Кралица София Магдалена